# 弗拉特伍茲怪物
弗拉特伍茲怪物（英語：Flatwoods monster）又稱為布拉克斯頓縣怪物（英語：Braxton County monster）、布拉西（英語：Braxie）或弗拉特伍茲的魅影（英語：Phantom of Flatwoods），是一隻在美國西維吉尼亞州民間傳說中的實體生物，被發現於布拉克斯頓縣弗拉特伍茲；據報導，1952年9月12日，一個明亮的物體劃過夜空，之後有人在當地山上目擊到此生物。五十多年後，一些調查人員表示，他們相信那道光是一顆流星，而所謂的弗拉特伍茲怪物是一隻棲息在樹上的西倉鴞，周遭的陰影使其看起來像是人形生物。

## 歷史
1952年9月12日晚上7點15分，在西維吉尼亞州布拉克斯頓縣的弗拉特伍茲，愛德華（Edward）和佛萊德·梅（Fred May）兩兄弟及其朋友湯米·海爾（Tommy Hyer）表示，他們看到一個明亮的物體劃過天空，降落在當地農民G·貝利·費雪（G. Bailey Fisher）的土地上。男孩們到美容師母親凱薩琳·梅（Kathleen May）的家，講述了他們的目擊。凱薩琳·梅在這三名男孩、當地兒童尼爾·納利（Neil Nunley）與羅尼·謝弗（Ronnie Shaver）以及西維吉尼亞州國民警衛隊隊員尤金·萊蒙（Eugene Lemon）的陪同下前往費雪農場試圖找到男孩們口中的所見之物。一行人到達了山頂，納利說他們看到了一道脈衝紅光；萊蒙說，他用手電筒照向那個方向，立刻看到一個高大的「似人生物，有張圓潤的紅臉，臉周圍環繞著尖角的兜帽狀」。
幾位目擊者各有各的描述。UFO作家格雷·巴克在《命運》雜誌的一篇基於其錄音採訪的文章中，描述該生物約10英尺（3）高，有一張血紅色的圓臉，周圍有大而尖的「兜帽狀」。臉部周圍，像眼睛一樣的形狀，發出綠橙色的光，身體為深黑色或綠色。凱薩琳·梅稱生物有著「小且呈爪狀的手」，身體有像衣服一樣的褶皺，以及「一顆形似黑桃A的腦袋」。根據故事，該生物發出嘶嘶聲並浮空似的「滑向這群人」時，萊蒙尖叫著扔下了手電筒，導致這群人開始逃跑。
這群目擊者稱現場聞到了一股「刺鼻的霧氣」，有人返家後還感到噁心。當時，弗拉特伍茲治安官和一名副警長正在調查該地區一架飛機墜毀的報告，無法及時趕到生物出沒的現場。之後，他們搜查了報導中的怪物地點，但「什麼也沒看到、聽到、聞到」。根據巴克的敘述，第二天，《布拉克斯頓民主黨》（Braxton Democrat）報紙的小A·李·史都華（A. Lee Stewart Jr.）聲稱在現場發現了「滑痕」和「奇怪的黏性沉積物」，隨後將其歸因於UFO愛好者團體作為「碟子」著陸的證據。
「弗拉特伍茲怪物」很快透過媒體散布至全美。據前新聞編輯赫特·伯恩（Holt Byrne）的說法，「報紙報導遍布全國，廣播在大型頻道上放送，且接到了來自全國各地的數百通電話」。國家新聞機構將這篇報導的熱門度評為「年度第11位」。一位來自布魯克林的牧師前來拜訪並質問梅一家；格雷·巴克與伊凡·桑德森等UFO和福特現象作家，以及匹兹堡一家報社派出了一名特約記者前來當地調查。

## 常規分析

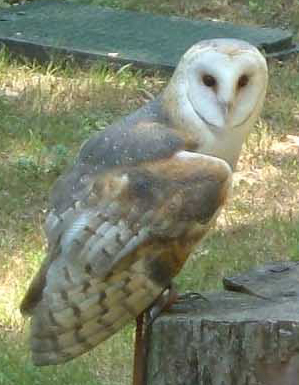
西倉鴞擁有「爪狀的手」以及像黑桃A的臉

2000年調查此案後，懷疑調查委員會的喬·尼克爾得出結論，目擊者報告的9月12日天空中的亮光很可能是一顆流星，脈動的紅光很可能是飛機導航或危險信標，目擊者描述的生物則與貓頭鷹非常相似。目擊者的認知因高度焦慮而被扭曲。尼克爾的結論得到了許多其他調查人員的認同，其中包括空軍的調查人員。
9月12日目擊事件當晚，馬里蘭州、賓夕法尼亞州和西維吉尼亞州三個州都觀測到了一顆流星。根據尼克爾的說法，從目擊區域還可以看到三個閃爍的紅色飛機信標，這足以解釋所謂的怪物臉上有脈動的紅光和紅色調的描述。
尼克爾得出的結論是，目擊者報告的形狀、移動形式和聲音也與棲息在樹枝上的受驚西倉鴞的輪廓、飛行模式和叫聲一致，這使得研究人員推斷，貓頭鷹下方的樹葉令人誤看成怪物的下半身（被描述為一條綠色的褶裙）。學者還得出結論，目擊者無法就該生物是否有手臂達成一致，再加上凱薩琳·梅「伸到怪物前方」的「小爪狀手」的報告，也與西倉鴞用爪子抓住樹枝的描述相匹配。
懷疑論者瑞安·豪普特（Ryan Haupt）稱，雖然當地男孩麥斯·洛克卡德（Max Lockard）承認自己開著雪佛蘭卡車到過現場周圍「期望看見看見一些東西」，但「超自然現象調查人員得出的結論是，痕跡、油性殘留物和橡膠狀物質的碎片肯定由生物所留下，而非卡車」。豪普特解釋，一些目擊者報告的噁心是「歇斯底里和過度勞累程度相當」的症狀。

## 流行文化

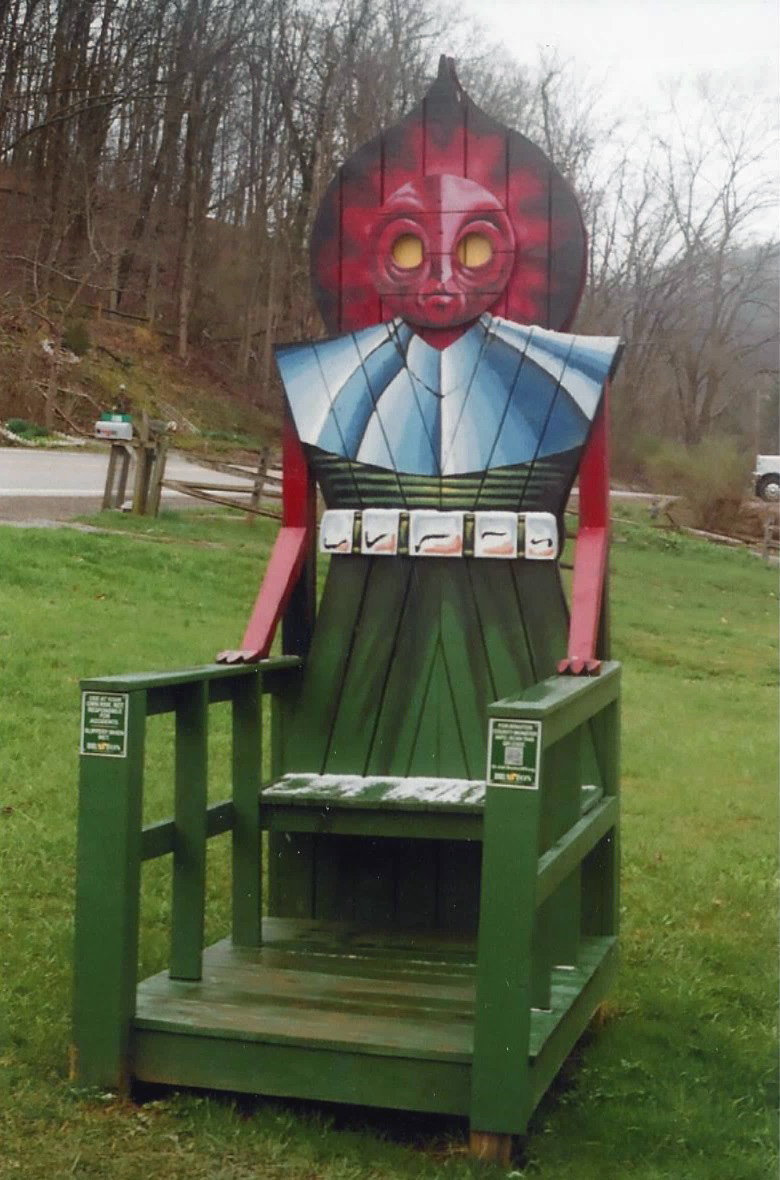
市政廳附近歡迎遊客的弗拉特伍茲怪物椅

弗拉特伍茲的官員豎起了一塊歡迎牌，將該鎮指定為「綠色怪物之家」（Home of the Green Monster）。該鎮還透過舉辦一年一度的「弗拉特伍茲日」（Flatwoods Days）來紀念該傳說，形成當地「特產」。
布拉克斯頓縣薩頓成立了弗拉特伍茲怪物博物館。布拉克斯頓縣會議和旅遊局還建造了一系列五把怪物形狀的高椅子，作為地標和遊客景點。該局將貼紙給在所有五把椅子拍照的遊客當獎勵。
2013年，西維吉尼亞州搖滾歌手阿吉利·戈爾斯比發表了歌曲〈存在〉（The Being），其中提及了弗拉特伍德怪物。
弗拉特伍茲怪物的傳說也激發了西維吉尼亞州以外的媒體的靈感。電子遊戲《異塵餘生76》和《全民高尔夫4》均包含對這位傳說生物的引用。該生物之後成為賽斯·布里德洛夫紀錄片《弗拉特伍茲怪物：恐懼傳奇》（The Flatwoods Monster: A Legacy of Fear，2018年）的主題，透過該導演的小鎮怪物（Small Town Monsters）公司製作。在電視方面，2019年歷史頻道電視劇《藍皮書計劃》第一季第2集名為〈弗拉特伍茲怪物〉（The Flatwoods Monster），以弗拉特伍茲事件為背景。

## 另見
- 不明飛行物事件列表
- 天蛾人
- 鴞人

## 外部連結
- 维基共享资源上的相關多媒體資源：弗拉特伍茲怪物
- Dunning, Brian. . Skeptoid. 2014-09-30.